# 주세페 베로네세
주세페 베로네세(이탈리아어: Giuseppe Veronese, 1854–1917)은 이탈리아의 수학자다. 게오르크 칸토어 이전에 이미 초한수와 유사한 개념들을 생각하였으나, 수학적으로 엄밀하지 못했다. 베로네세 곡면을 발견하였다.

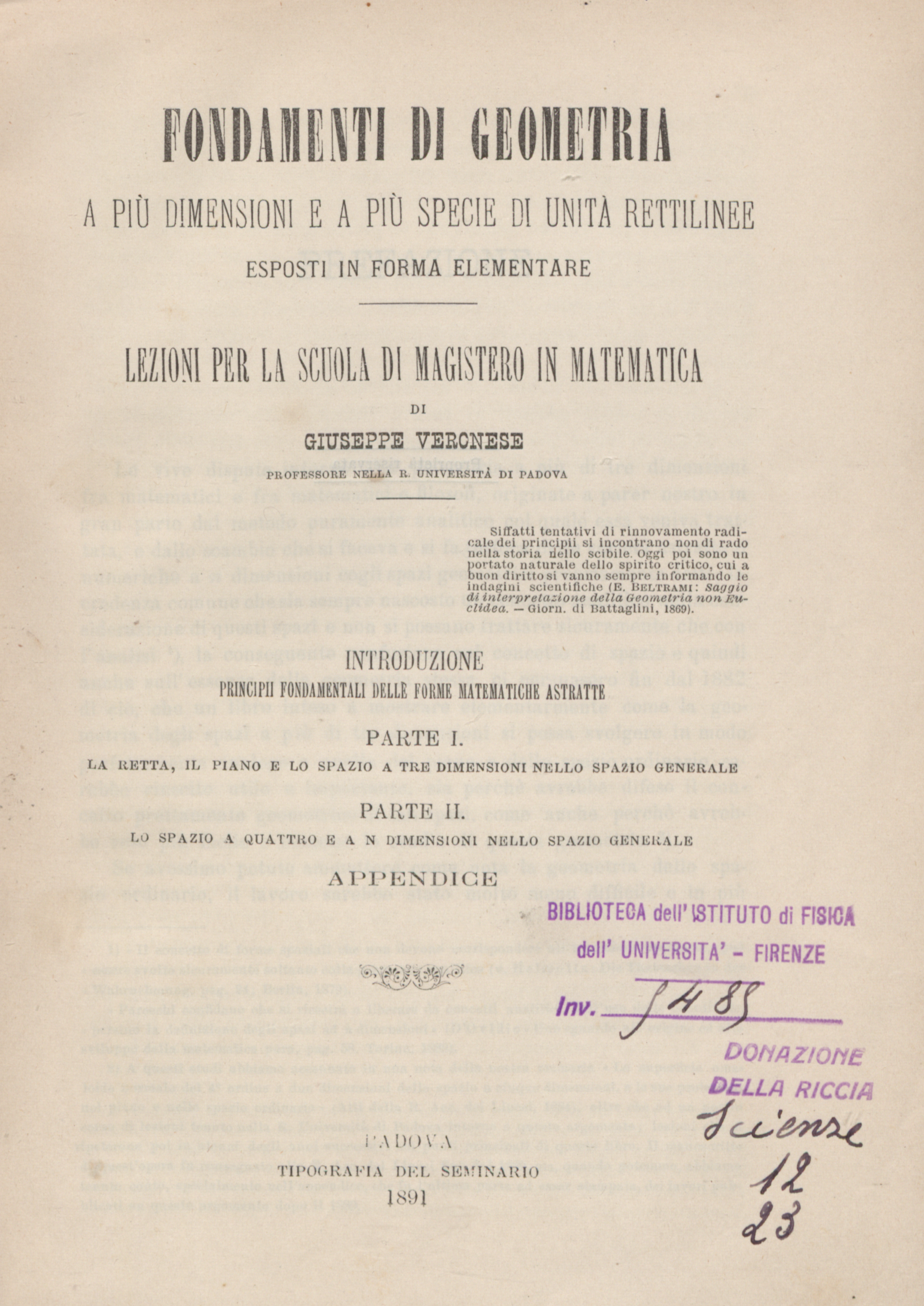
Fondamenti di geometria a piu dimensioni e a piu specie di unità rettilinee, 1891

## 같이 보기
- 베로네세 매장